# Méridien de sang
Méridien de sang (titre original : Blood Meridian or the Evening Redness in the West) est un roman western historique de l'écrivain américain Cormac McCarthy publié en 1985. C'est le cinquième roman de l'auteur.
Le livre est inspiré de faits réels: les massacres perpétrés par le mercenaire John Joel Glanton (en) et ses soudards dans le Far West (Texas, Nord du Mexique, Arizona, Californie), en 1849 et 1850.

## Résumé
Le récit décrit les aventures sanguinaires d'un adolescent (jamais son nom n'est mentionné, tout au long du livre, c'est "the kid") membre de l'équipe de tueurs de Glanton. Dans le dernier chapitre, qui se déroule en 1878, on découvre le héros (devenu "the man") et sa fin, suggérée.

## Autour du roman
Le chanteur américain Ben Nichols s'est inspiré de ce roman pour créer son premier album solo, The Last Pale Light in the West.
Le groupe américain All Pigs Must Die s'en est lui aussi inspiré pour son album God is War (y compris pour son titre).
Le roman a aussi inspiré le groupe suédois Watain pour They Rode on, de l'album The Wild Hunt.

## Accueil critique
Méridien de sang est souvent considéré comme le chef-d'œuvre de McCarthy. Il a notamment été loué pour sa peinture très bien documentée de la Conquête de l'Ouest, qui saccage les mythes du Bon Sauvage autant que ceux des vaillants cowboys,  pour la poésie des paysages du Far West et pour son style hypnotique (recours systématique au and en lieu et place de virgules, absence de tirets dans les dialogues, constantes références bibliques, etc.). 
Les détracteurs (qui, bien souvent, ne contestent pas le génie littéraire de McCarthy) ont souligné la violence ultime de cet ouvrage extrêmement noir, où rien ne rachète la soif sanguinaire des humains, ainsi que le ridicule qui peut résulter du ton apocalyptique appliqué à la description de scènes banales.